# U 143 (U-Boot, 1940)
U 143 war ein deutsches U-Boot vom Typ II D, das im Zweiten Weltkrieg von der deutschen Kriegsmarine eingesetzt wurde.

## Geschichte
Der Auftrag für das Boot wurde am 25. September 1939 an die Werft Deutsche Werke in Kiel vergeben. Die Kiellegung erfolgte am 3. Januar 1940, der Stapellauf am 10. August 1940. Die Indienststellung unter Oberleutnant zur See Ernst Mengersen fand schließlich am 18. September 1940 statt.
Das Boot gehörte nach seiner Indienststellung am 18. September 1940 bis zum 2. November 1940 als Ausbildungsboot zur 1. U-Flottille in Kiel. Danach war das Boot vom 3. November 1940 bis zum 31. Dezember 1940 Ausbildungsboot in der 24. U-Flottille in Memel und vom 1. Januar 1941 bis zum April 1941 Schulboot in der 22. U-Flottille in Gotenhafen. Das Boot wurde vom April 1941 bis zum 12. September 1941 Frontboot in der 3. U-Flottille in Kiel, bevor es vom 13. September 1941 bis zum 8. Mai 1945 wieder als Schulboot in der 22. U-Flottille in Gotenhafen, ab Februar 1945, Wilhelmshaven eingesetzt wurde. Wie viele deutsche U-Boote hatte auch U 143 eine Patenstadt: Reichenberg, das heutige Liberec. Das Boot führte das Wappen der Stadt am Turm. Die Besatzung trug bis 1941 einen stilisierten Maikäfer an den Schiffchen und Mützen. Daher leitete sich der Spitzname „Maikäferboot“ ab.

## Einsatzstatistik
Kommandant Harald Gelhaus unternahm mit U 143 während seiner Dienstzeit vier Feindfahrten, auf denen er ein Schiff mit 1.418 BRT versenken konnte.

### Erste Unternehmung
Das Boot lief am 19. April 1941 um 13:30 Uhr von Kiel aus und am 13. Mai 1941 um 8:00 Uhr zur Sehrohrreparatur in Bergen (Norwegen) ein. Es lief am gleichen Tag um 21:00 Uhr wieder dort aus. Es lief am 17. Mai 1941 um 17:20 Uhr in Brunsbüttel ein und um 17:40 Uhr wieder aus. Es lief am 18. Mai 1941 in Kiel ein. Auf dieser 29 Tage dauernden Unternehmung in den Nordatlantik um die Färöer-Inseln, die Shetland-Inseln, die Orkney-Inseln und die Hebriden wurden keine Schiffe versenkt oder beschädigt.

### Zweite Unternehmung
Das Boot lief am 9. Juni 1941 um 3:00 Uhr von Kiel aus und am 29. Juni 1941 um 9:45 Uhr in Bergen ein. Auf dieser 16 Tage dauernden Unternehmung in den Nordatlantik um die Färöer-Inseln, die Shetland-Inseln, die Orkney-Inseln, die Hebriden sowie den Nordkanal wurden keine Schiffe versenkt oder beschädigt.

### Dritte Unternehmung
Das Boot lief am 6. Juli 1941 um 15:00 Uhr von Bergen aus und am 14. Juli 1941 um 18:15 Uhr wieder dort ein. Es lief am 17. Juli 1941 um 10:00 Uhr von Bergen aus und am 21. Juli 1941 um 5:10 Uhr in Kiel ein. Auf dieser 12 Tage dauernden Unternehmung in den Nordatlantik um die Färöer-Inseln, die Shetland-Inseln, die Orkney-Inseln, die Hebriden sowie den Nordkanal wurden keine Schiffe versenkt oder beschädigt.

### Vierte Unternehmung
Das Boot lief am 17. August 1941 um 3:00 Uhr von Kiel aus und am 5. September um 12:30 Uhr in Bergen ein. Es lief am 7. September 1941 um 0:00 Uhr wieder dort aus und am gleichen Tag um 18:45 Uhr in Egersund ein. Das Boot verließ am 8. September 1941 um 6:00 Uhr Egersund und lief am 10. September 1941 um 5:00 Uhr in Kristiansand ein. Es lief am 11. September 1941 um 8:00 Uhr wieder dort aus und am 12. September 1941 um 0:15 Uhr in Kiel ein. Während dieser 27 Tage dauernden Unternehmung in den Nordatlantik um die Färöer-Inseln, die Shetland-Inseln, die Orkney-Inseln, die Hebriden sowie westlich des Nordkanals wurde ein Schiff mit 1.418 BRT versenkt.
- 23. August 1941: Versenkung des norwegischen Dampfers Inger (Lage) mit 1.418 BRT. Der Dampfer wurde durch zwei G7e Torpedos versenkt. Er hatte 1.500 t Koks und Kohle geladen und befand sich auf dem Weg von Newport (Gwent) nach Reykjavík. Es gab neun Tote und 14 Überlebende.

## Verbleib
Das Boot wurde am 22. Dezember 1945 um 03:15 Uhr durch den britischen Zerstörer Onslow im Zuge der Operation Deadlight wegen gerissener Schleppverbindung noch vor dem Erreichen des Versenkungsgebietes versenkt. Die Position war 55° 58′ N, 9° 35′ W im Marineplanquadrat AM 5246.